# Cocaine Head
Cocaine Head è il primo EP degli Afterhours, uscito nel 1991 per l'etichetta indipendente Vox Pop.

## Il disco
Il disco è cantato interamente in lingua inglese. I testi e le musiche sono di Manuel Agnelli. Nell'EP è presente una cover di 21st Century Schizoid Man dei King Crimson. Si tratta del primo disco con Giorgio Prette in formazione e dell'unico lavoro con Cesare Malfatti e Paolo Mauri, che furono componenti provvisori del gruppo.
Dopo la pubblicazione di questo EP, il gruppo venne invitato a suonare al Berlin Independence Days a Berlino. Inoltre, diverse major americane manifestarono interesse nei confronti della band milanese, tra queste la Geffen, nella persona di Gary Garsh (futuro A&R dei Nirvana).

## Tracce
1. Glory – of soul ignoring
2. Milano 1991
3. Speed vs heroin
4. 21st century schizoid man (cover King Crimson)
5. Love on Saturday Night

## Formazione
- Manuel Agnelli - voce, chitarra, tastiera
- Cesare Malfatti - chitarra
- Giorgio Prette - batteria
- Paolo Mauri - basso

Altri musicisti
- Andrea Scaglia - basso, cori
- Fabrizio Rioda - chitarra, cori